# نيبيانو
نيبيانو (بالإيطالية: Nibbiano)‏ هي بلدية في مقاطعة بياتشنزا في إقليم إميليا رومانيا الإيطالي.

## السكان
في سنة 1861 بلغ عدد السكان 4٬236 نسمة، وتطور العدد ليصل في سنة 2011 لـ 2٬263 نسمة.
يظهر هذا المخطط البياني تطور النمو السكاني لـ نيبيانو